# Гімн Намібії
Namibia, Land of the Brave (укр. Намібія, країна хоробрих) — державний гімн Намібії. Офіційно затверджений у 1990 році після проголошення незалежності. Був оголошений конкурс на найкращий варіант гімну, який виграв Аксалі Буасеб, диригент народного хору з пустелі Калахарі.
Вперше гімн прозвучав на першій річниці незалежності країни і загалом отримав позитивні відгуки. Проте деякі музикознавці зазначили, що музика не завжди гармонує з текстом.

## Тест гімну
| Namibia, Land der Mutigen. Der Freiheitskampf ist gewonnen, Ehre Ihrem Mut, deren Blut floß für unsere Freiheit. Wir geben unsere Liebe und Freiheit, In Einigkeit gemeinsam, Kontrastreiches schönes Namibia, Namibia unser Land. Geliebtes Land der Savannen, Haltet das Banner der Freiheit hoch. Приспів: Namibia unser Land, Namibia Vaterland, Wir lieben Dich. |  | Namibia, land of the brave Freedom fight we have won Glory to their bravery Whose blood waters our freedom We give our love and loyalty Together in unity Contrasting beautiful Namibia Namibia our country Beloved land of savannahs, Hold high the banner of liberty Приспів: Namibia our Country, Namibia Motherland, We love thee. |